# 旭禾苑

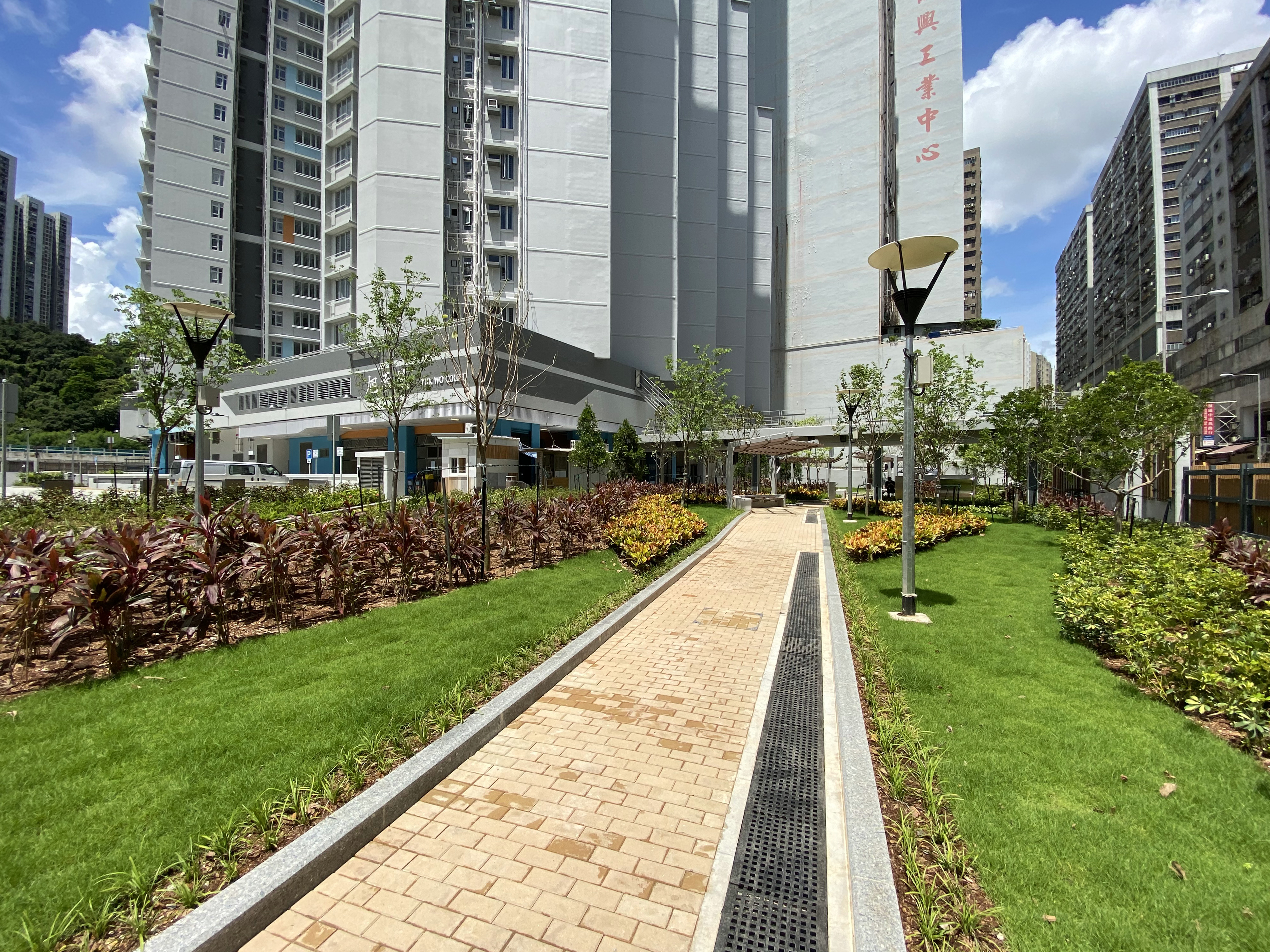
地面花園

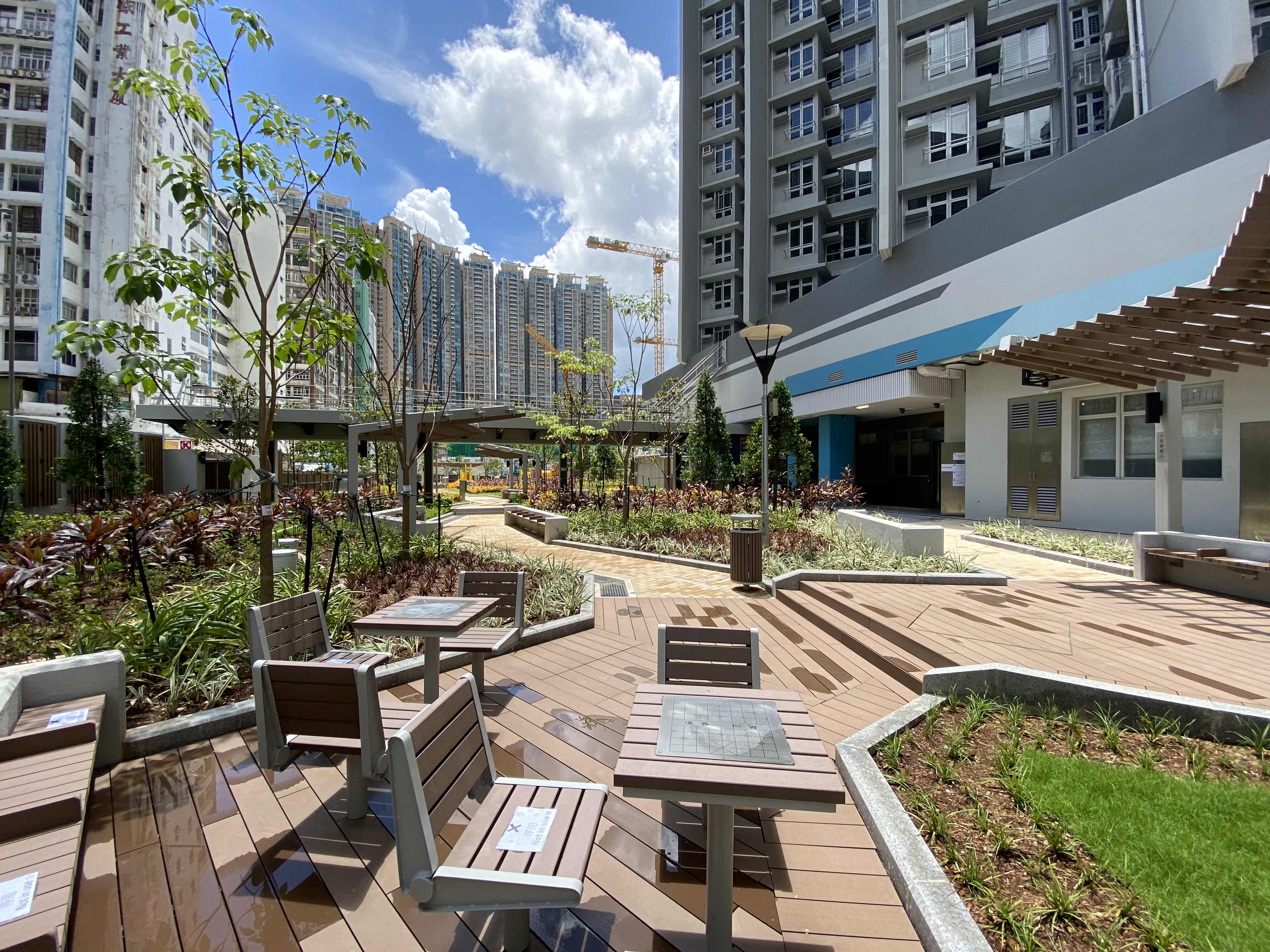
地面花園閒座區

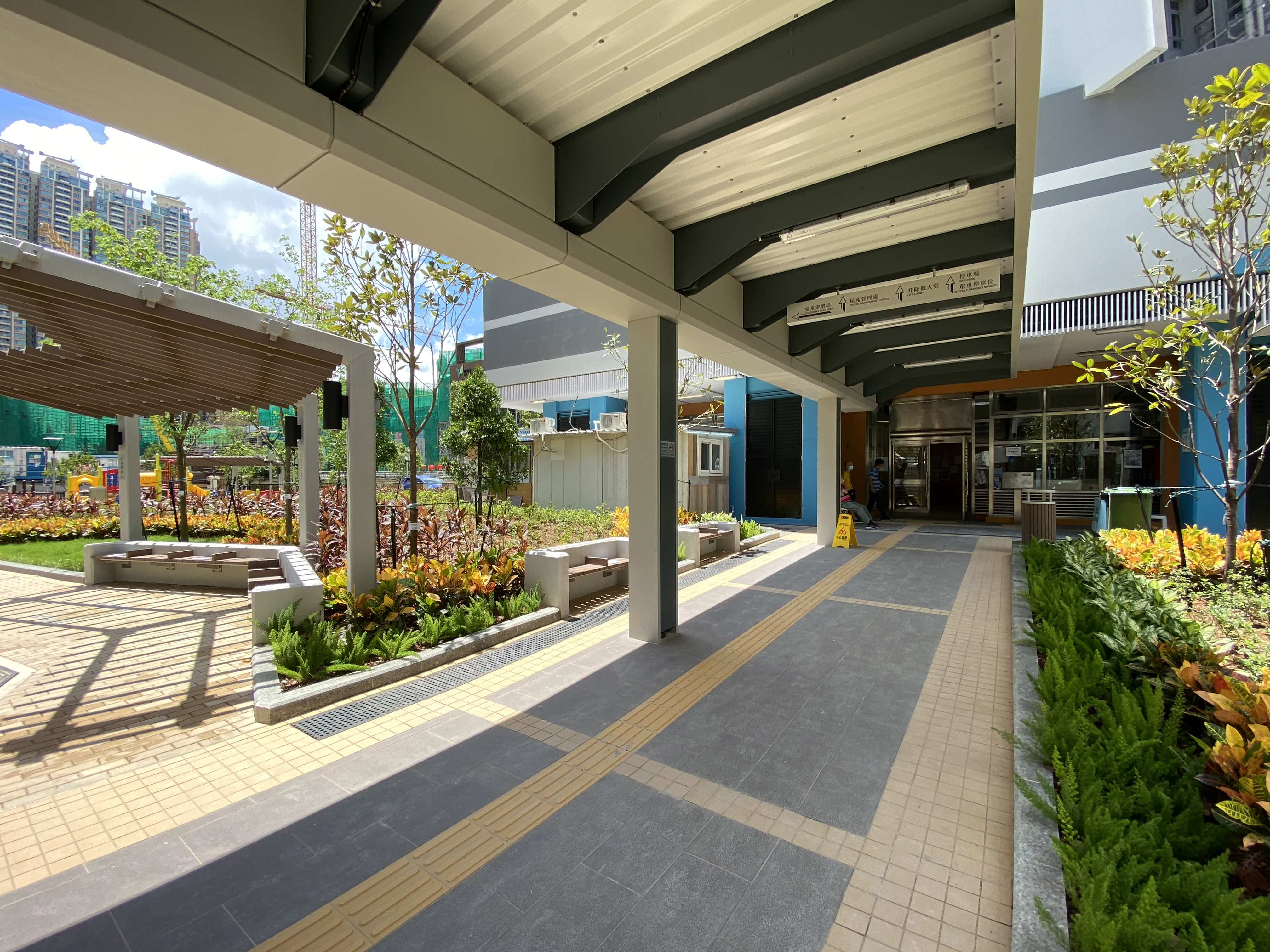
旭禾苑入口設有蓋行人通道

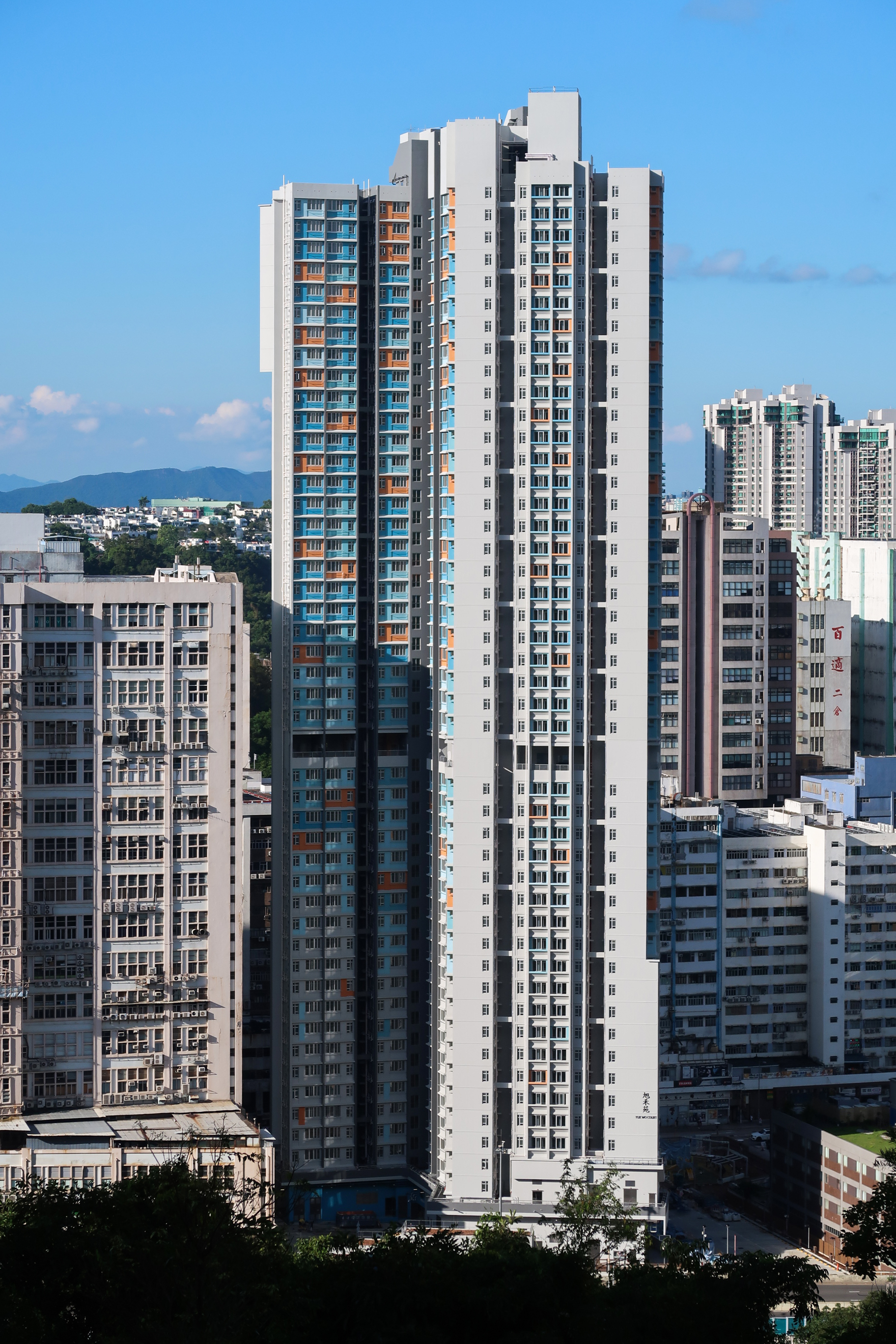
從穗禾路望旭禾苑

 旭禾苑（英語：Yuk Wo Court）是香港房屋委員會的居屋屋苑之一，位於新界沙田火炭坳背灣街23號，鄰近火炭工業區、港鐵火炭站及何東樓車廠上蓋住宅區。屋苑由房屋署總建築師（7）設計，中國海外房屋工程有限公司承建，於2020年7月29日起入伙（原定為10月31日，後來因施工速度較快，已於同年6月30日獲發入伙紙）。屋苑由佳富物業服務有限公司管理。

## 屋苑資料

### 樓宇
旭禾苑為單幢式居屋屋苑，設有46層（地下及1-45樓，包括20樓避火層暨空中花園），提供830伙單位，開放式、一房及兩房單位分別佔260、350及220伙。當中所有兩房單位均採撇角式設計，因此該批單位均附有一個呈五邊形儲物室；此外，面向火炭路的4個單位，均設有隔音露台以符合環保署規定，而樣式與裕泰苑採用的相似但略小。
此外，此屋苑是香港第三個設有避火層的居屋屋苑（第一及第二個分別為雅濤閣及嘉峰臺），以及第一座將20樓的避火層闢作空中花園的資助房屋。
旭禾苑向西南及東南方向單位可享開揚景觀，唯兩者分別需面對交通噪音，以及前方私人住宅項目遮擋景觀的問題。至於向北的兩房單位，23樓以下均被前方工廈遮擋，只有24樓或以上才享有開揚山景及馬場景觀。
由於屋苑位於工業區，住戶日後需面對噪音及社區設施不足的問題。
所有單位原擬於2020年或以後才發售，但房委會於2019年3月宣佈此屋苑連同錦暉苑將提早至居屋2019發售，於2019年5月30日至6月12日接受申請，並於8月15日攪珠，12月9日（原訂11月21日）起揀樓；而售價介乎於173萬至336萬元不等。旭禾苑與尚文苑均於2020年6月12日售出全數單位，是「居屋2019」最後一批售罄的屋苑。其後三個月內，311、718、905、1615及4317室即告撻訂，已撥入隨後接受申請的「居屋2020」重售。
| 樓宇名稱 | 樓宇類型               | 落成年份 | 樓宇層數 （住宅層數） | 每層伙數                          | 單位總數（伙） | 建築師              | 承建商                   | 提供升降機的廠商 |
| -------- | ---------------------- | -------- | --------------------- | --------------------------------- | -------------- | ------------------- | ------------------------ | ---------------- |
| 旭禾苑   | 非標準設計大廈 （Z型） | 2020年   | 45                    | 19（3-19樓、21-45樓） 16（1-2樓） | 830            | 房屋署總建築師（7） | 中國海外房屋工程有限公司 | 蒂森克虜伯       |

### 設施
地面花園設兒童遊樂場、健身區、閒座區和露天停車場，大廈20樓避火層設空中花園。

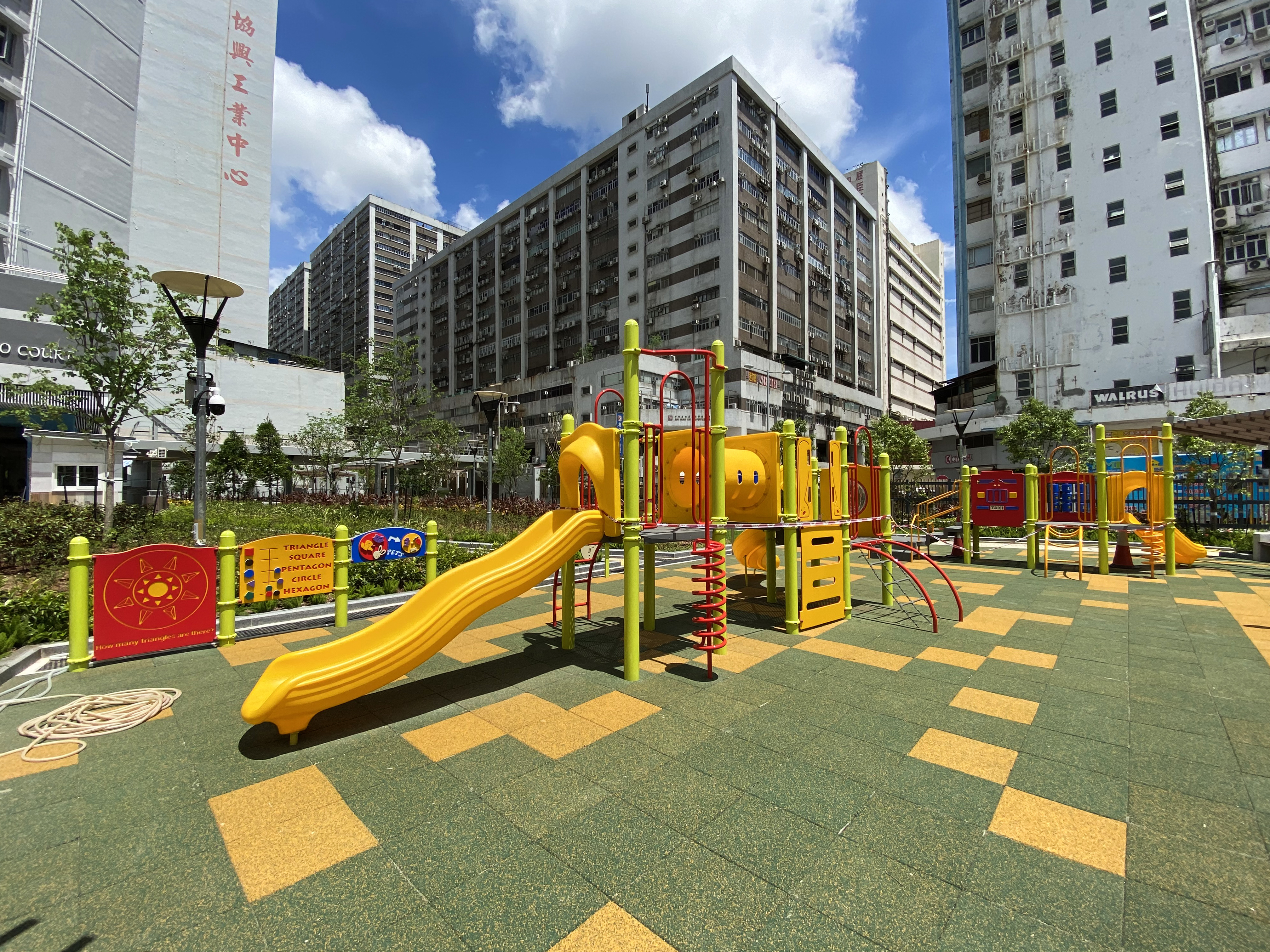
兒童遊樂場
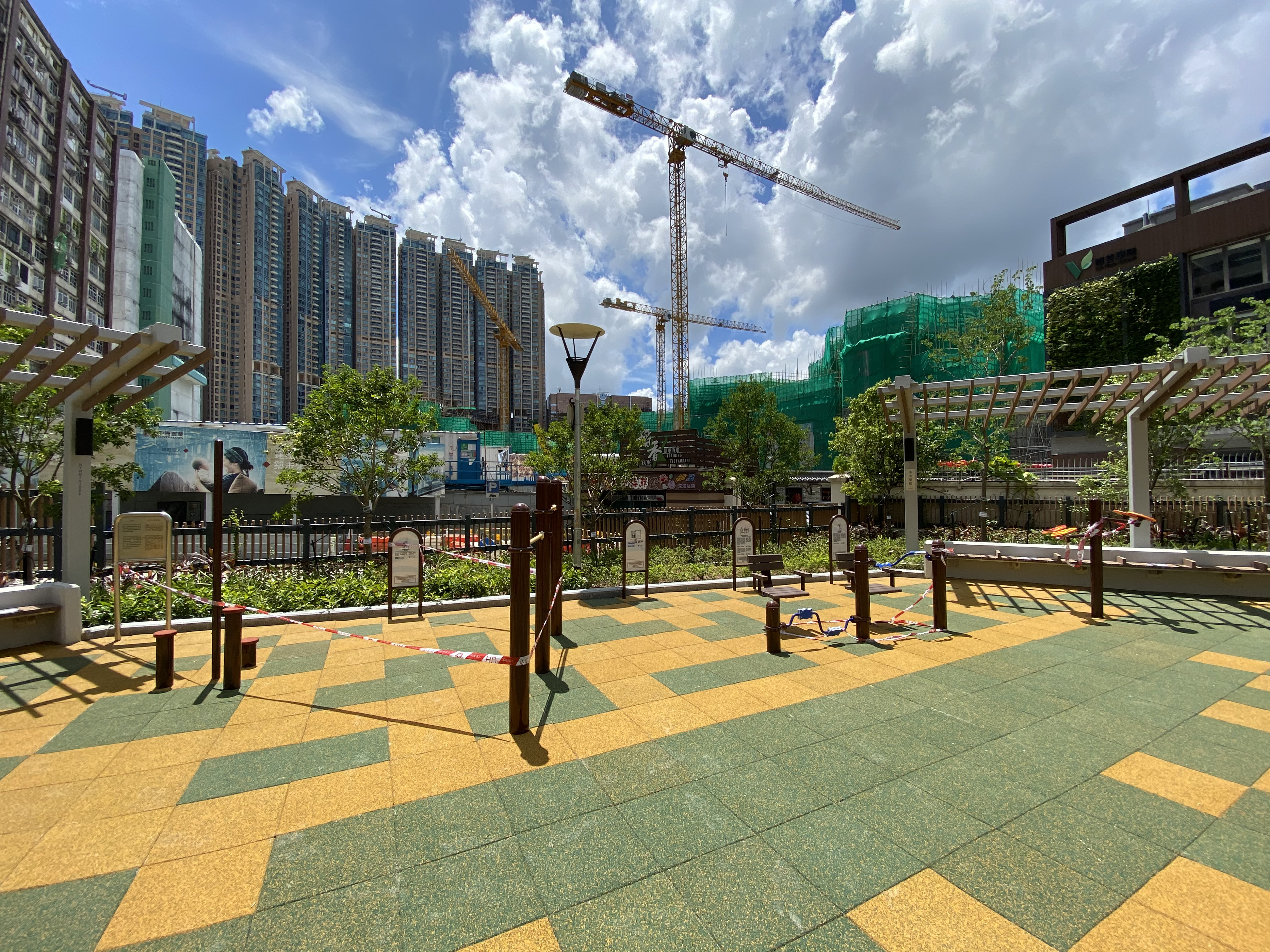
健身區
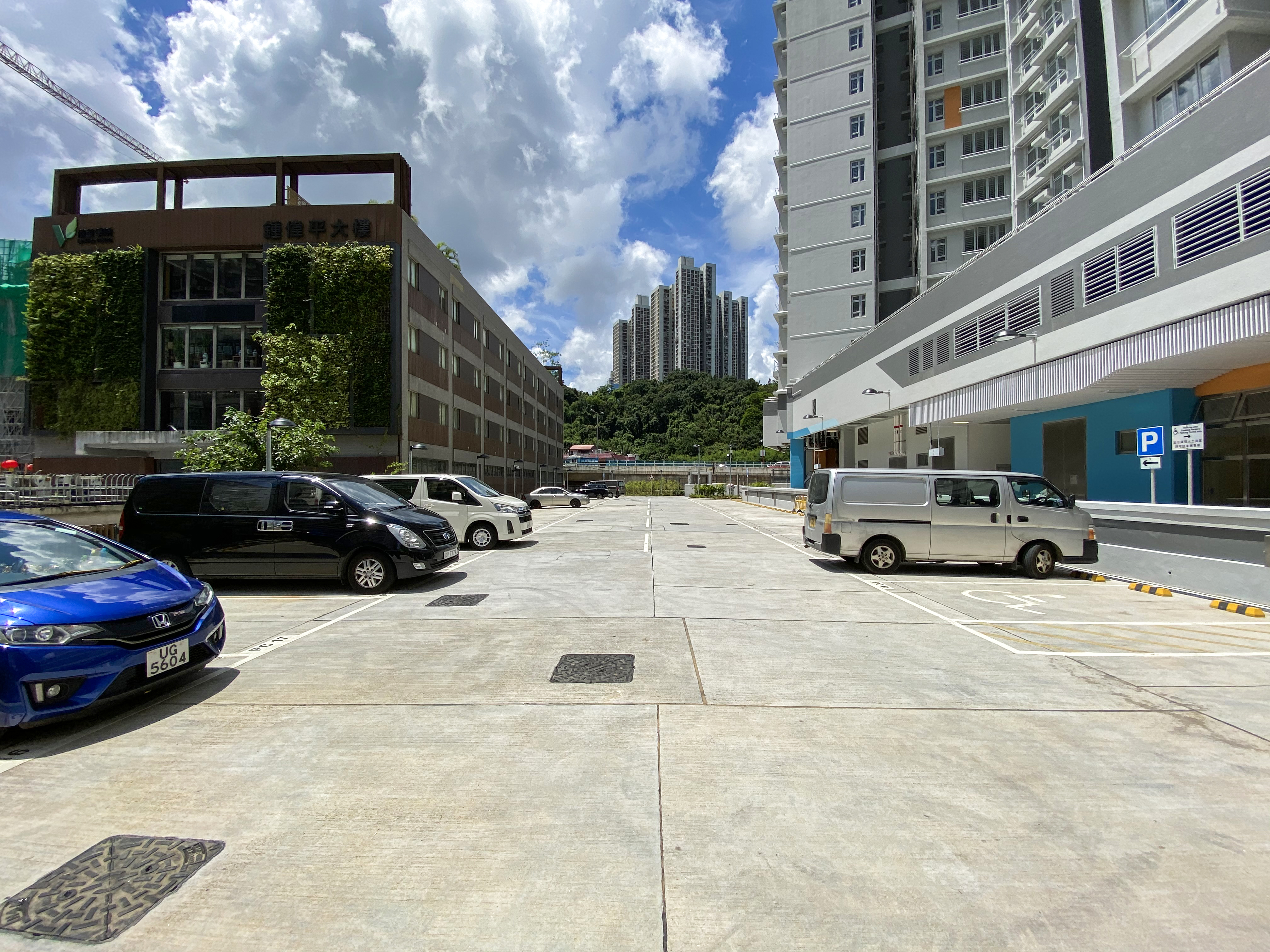
露天停車場

## 屋苑周邊
屋苑附近主要為工業區，僅設有一所超級市場及若干所工廈食堂；但是，住客亦可以前往鄰近的御龍山商店、銀禧薈及駿景廣場購物及用膳。
屋苑東南側將會興建保良局蕭漢森小學新校；此外，鄰近亦設香港專業教育學院、賽馬會體藝中學、培基小學等學校。
交通方面，旭禾苑鄰近港鐵火炭站及巴士總站。

## 興建期間圖片集

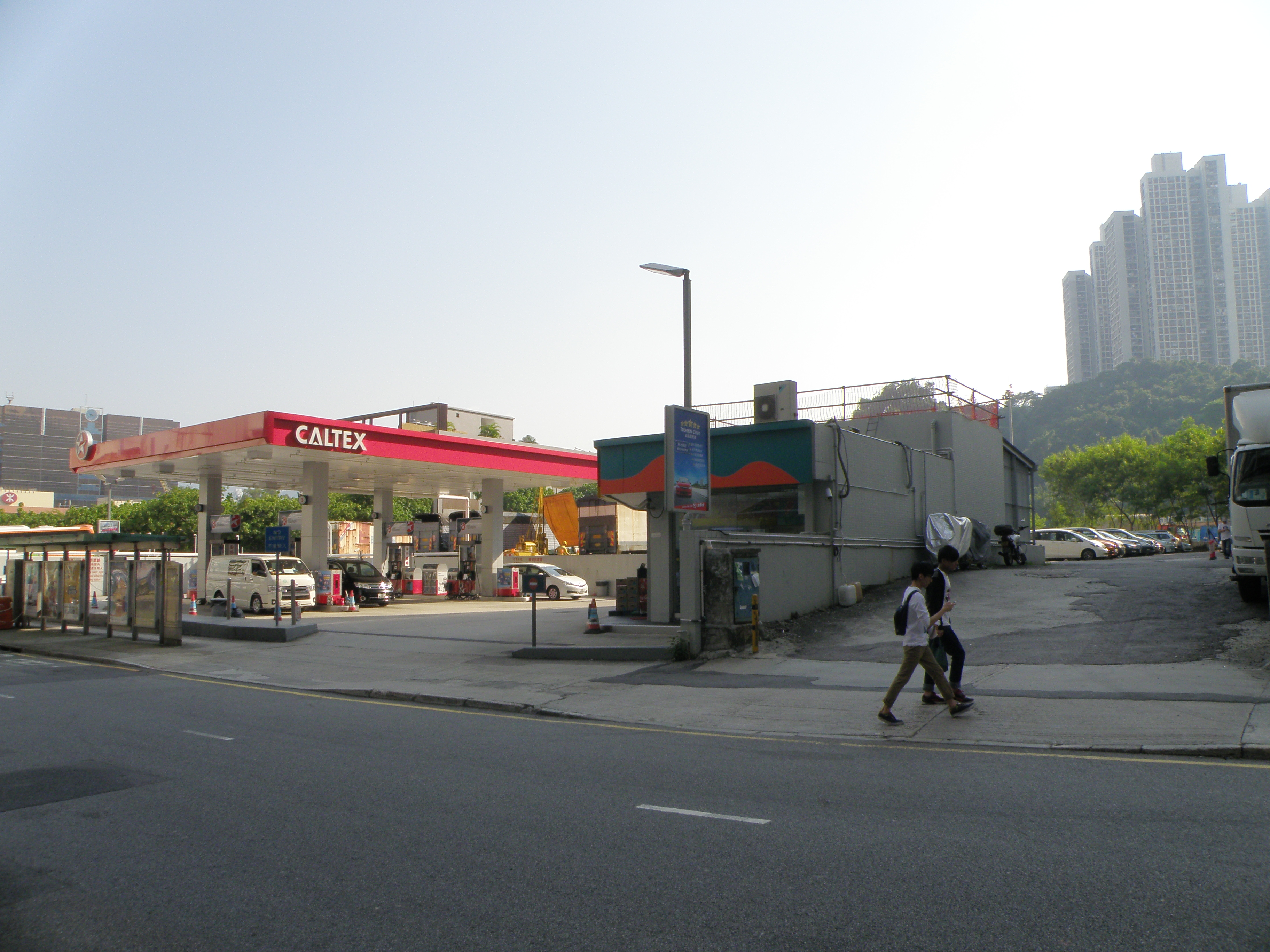
動工前為露天停車場，2015年10月
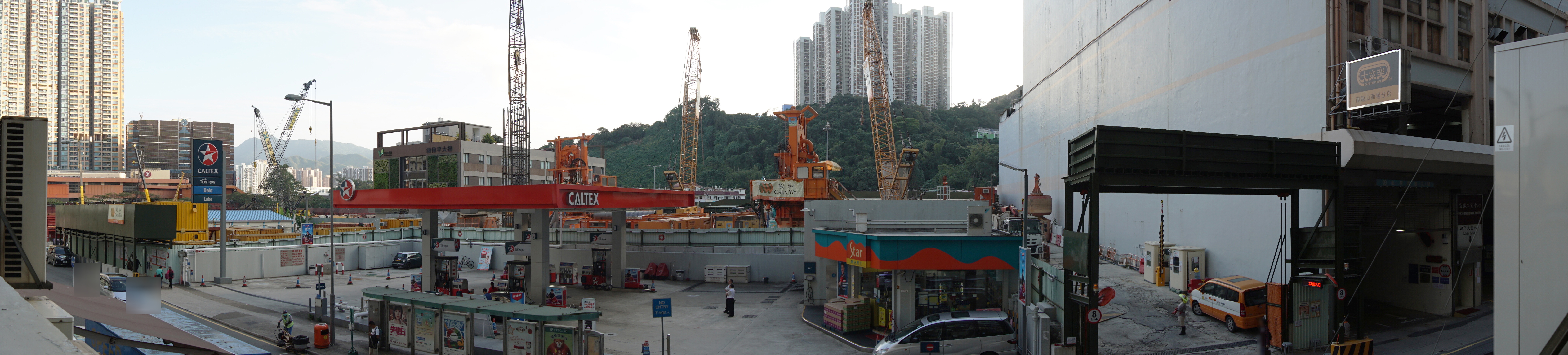
地基工程，2016年12月
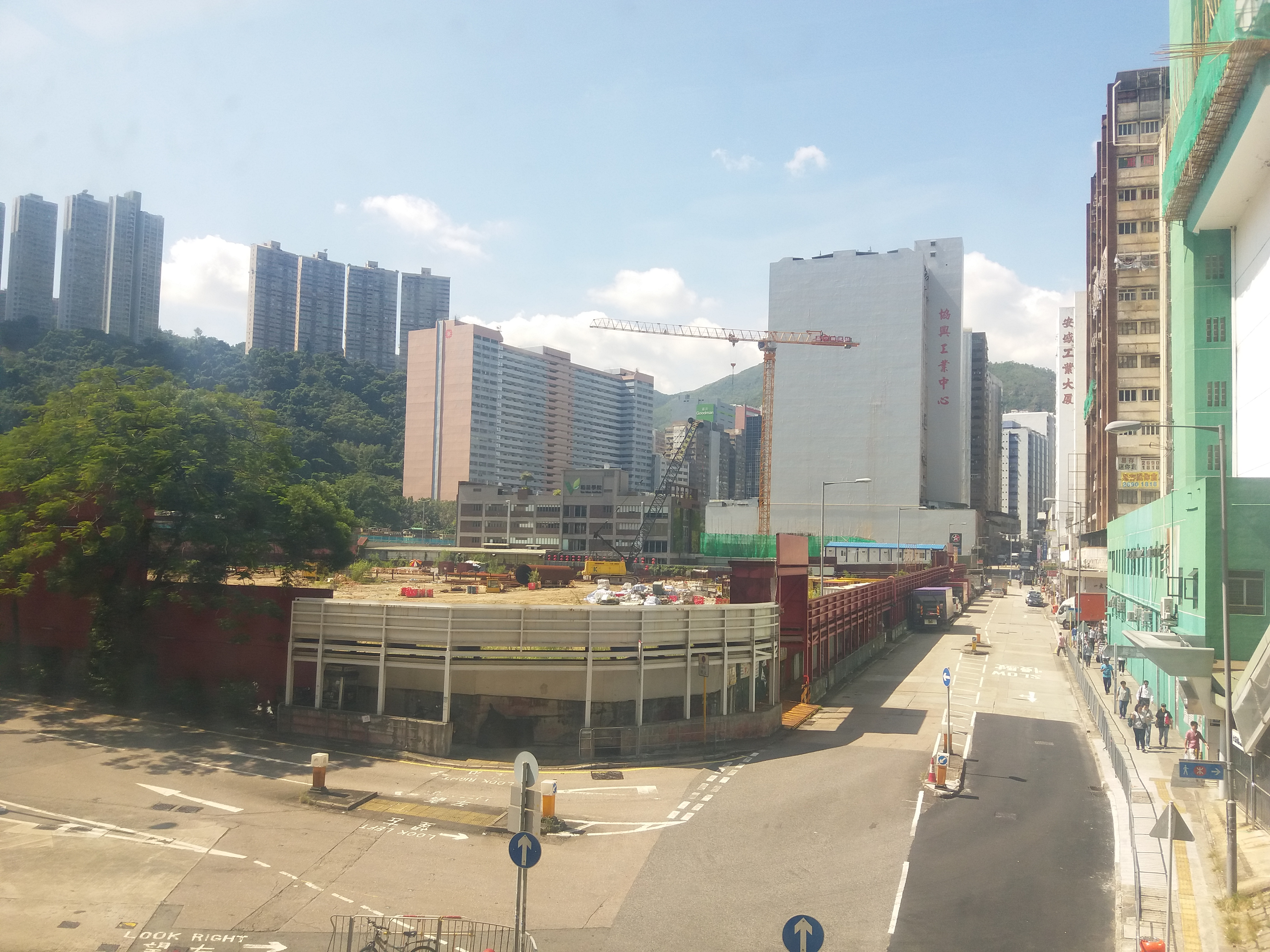
正在建造地下，2017年10月
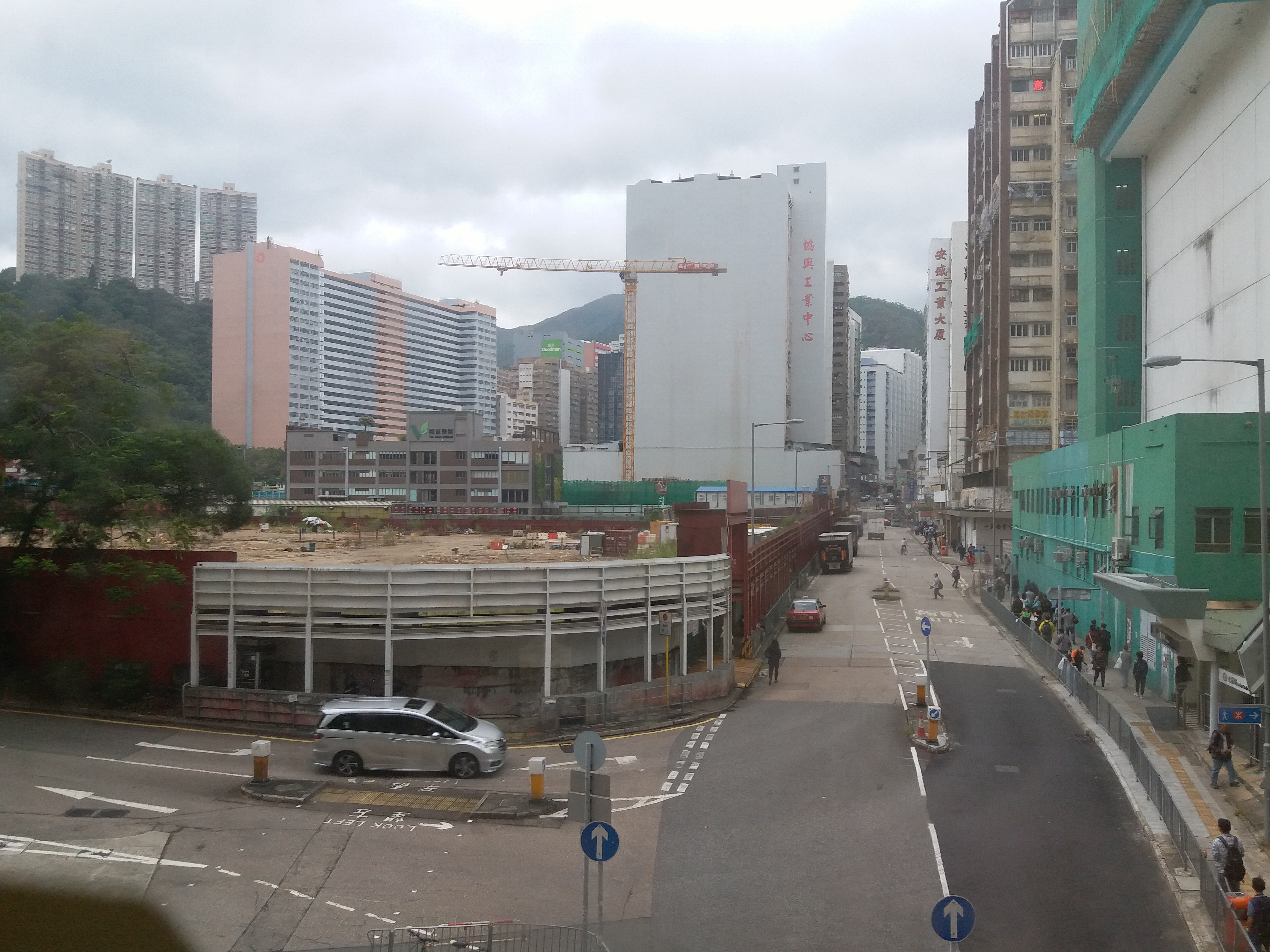
正在建造1樓，2017年12月
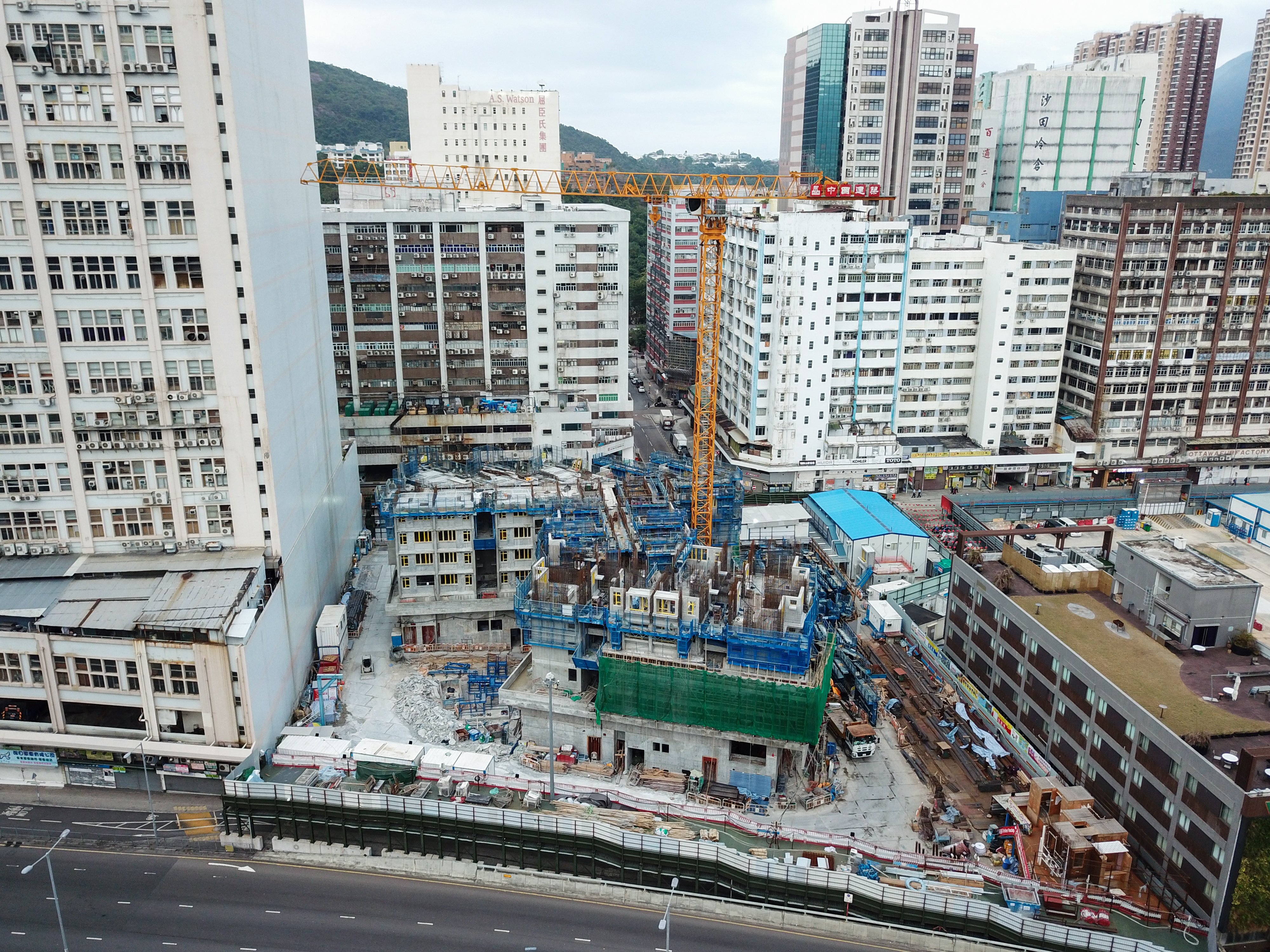
建至4樓，2018年2月
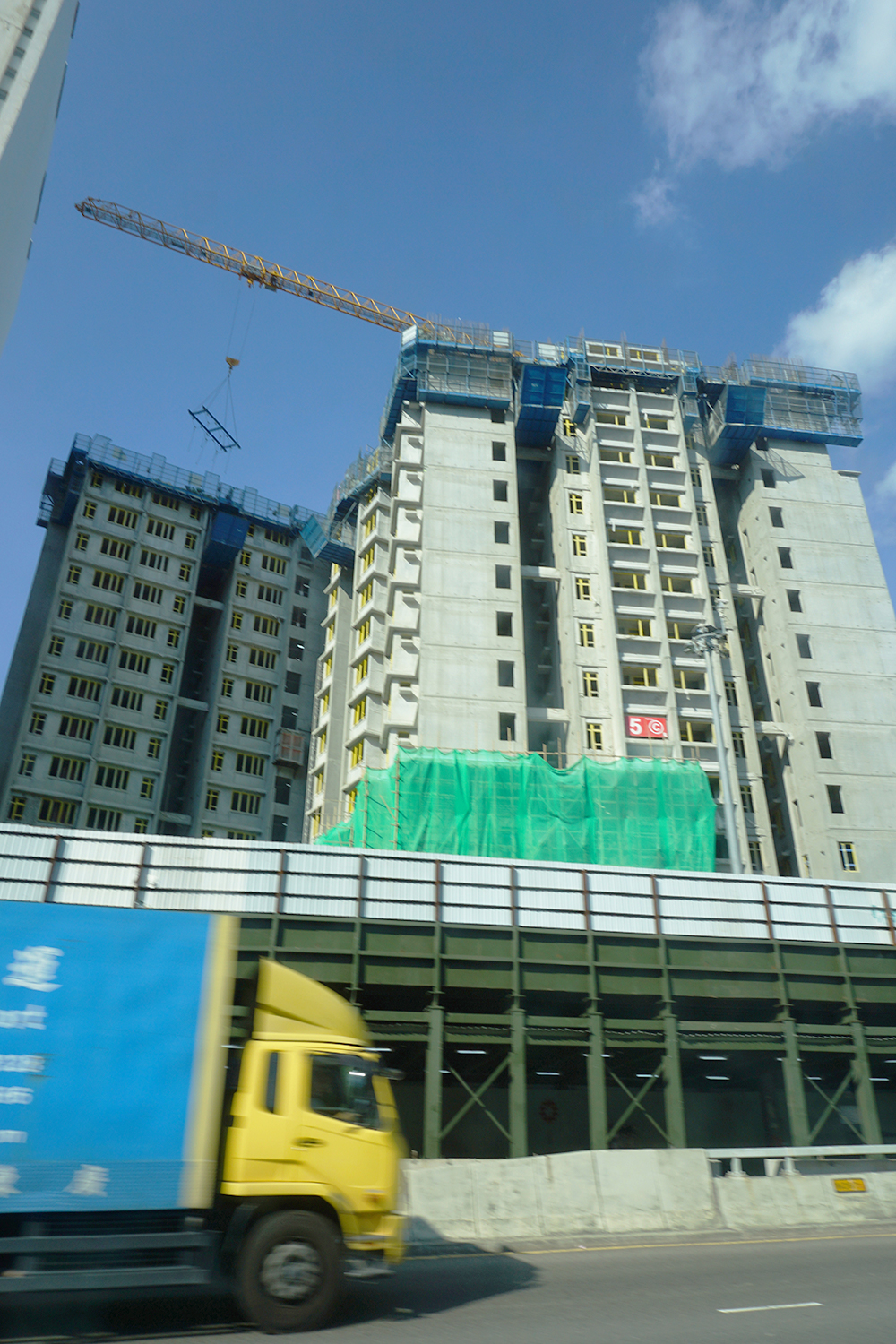
建至14樓，2018年5月
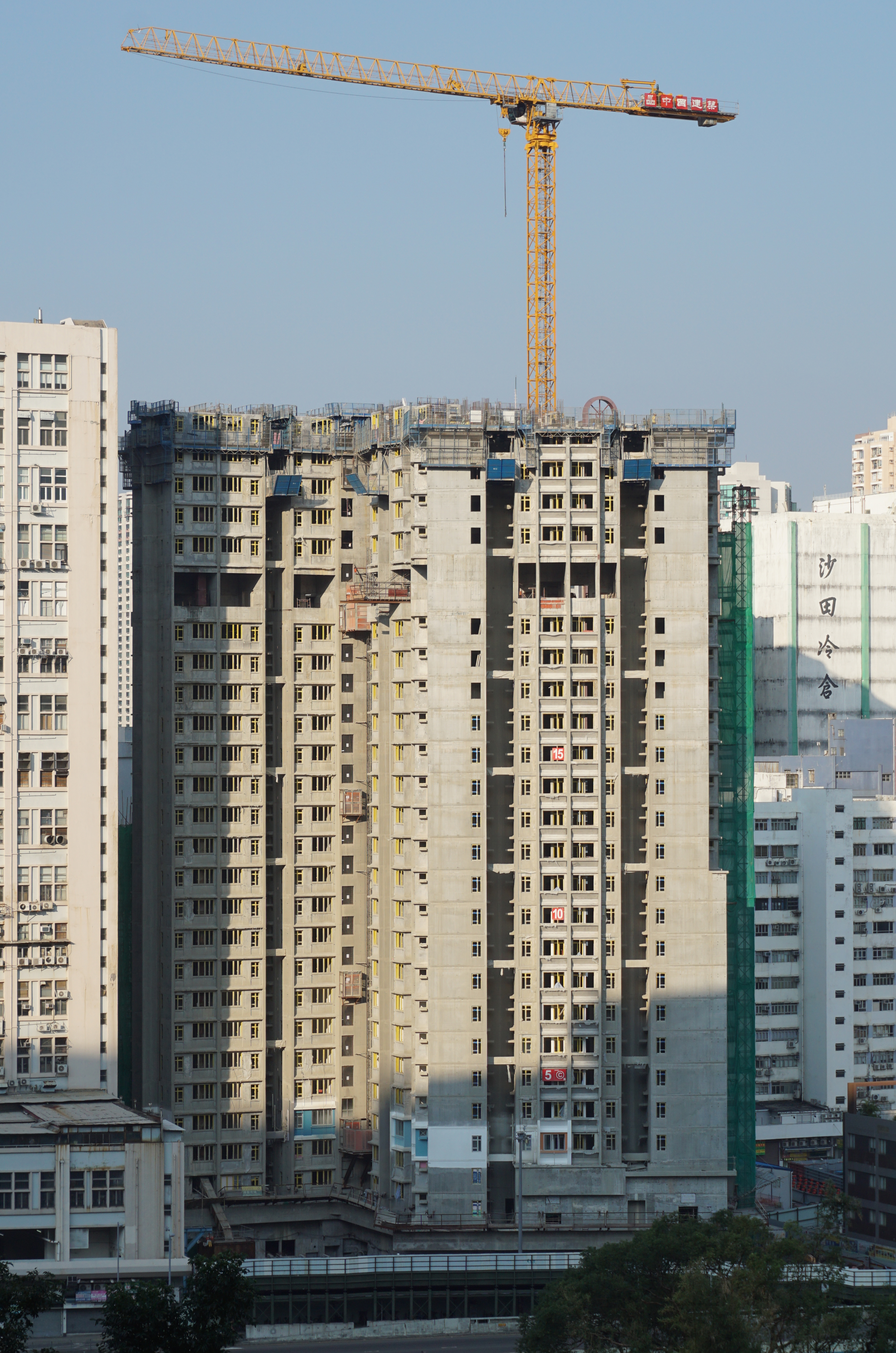
建至25樓，2018年9月
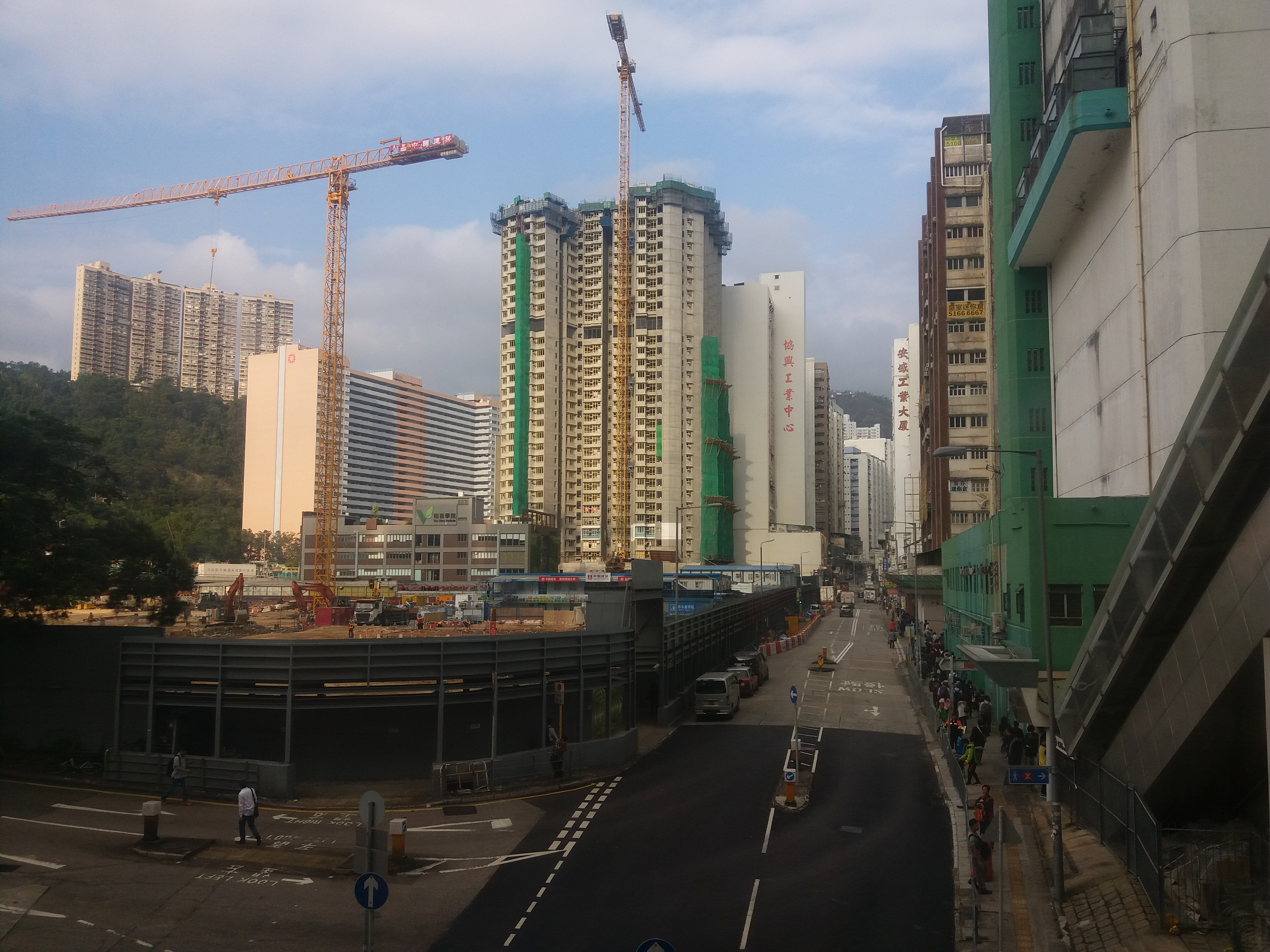
建至30樓，2018年11月
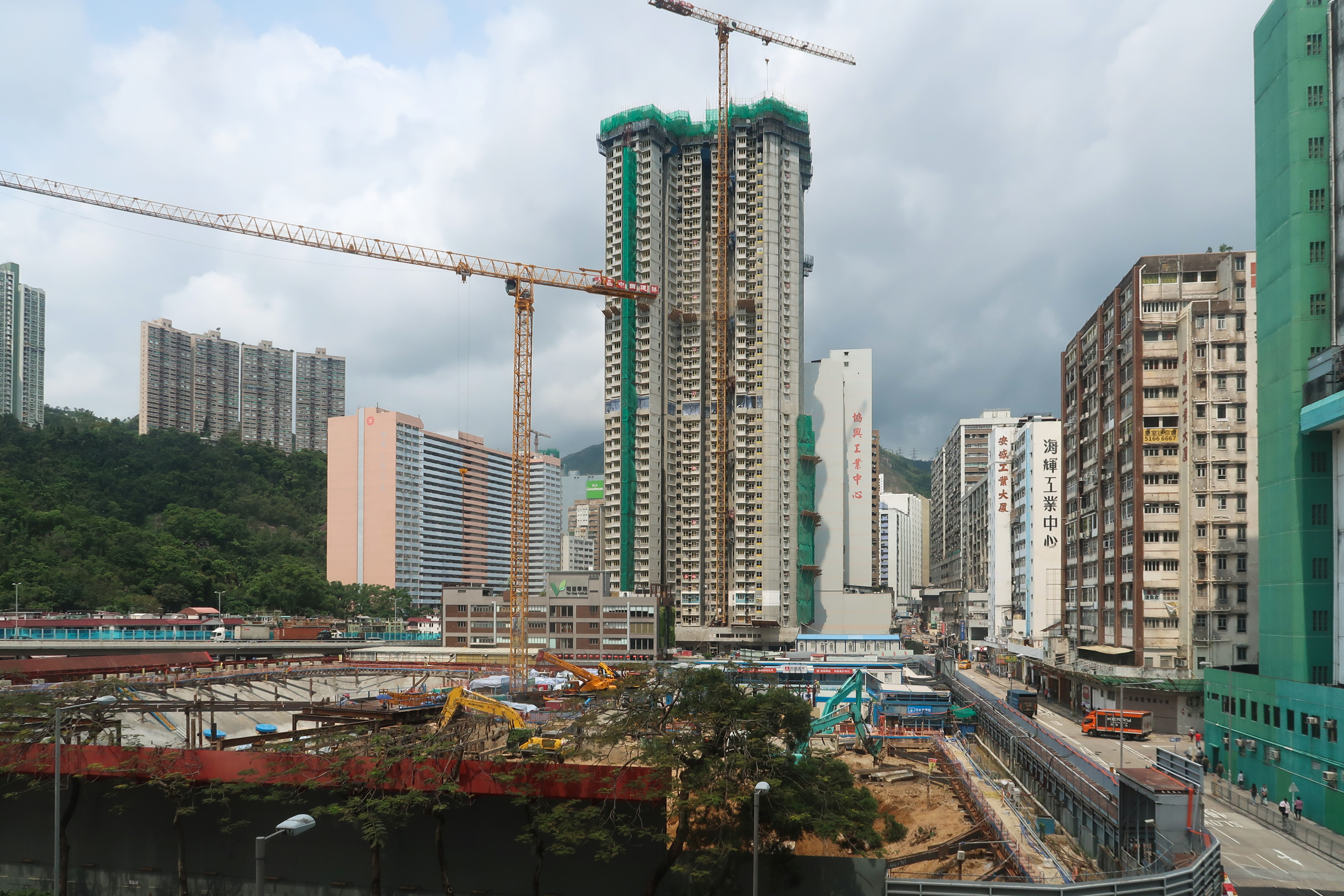
剛封頂，2019年4月
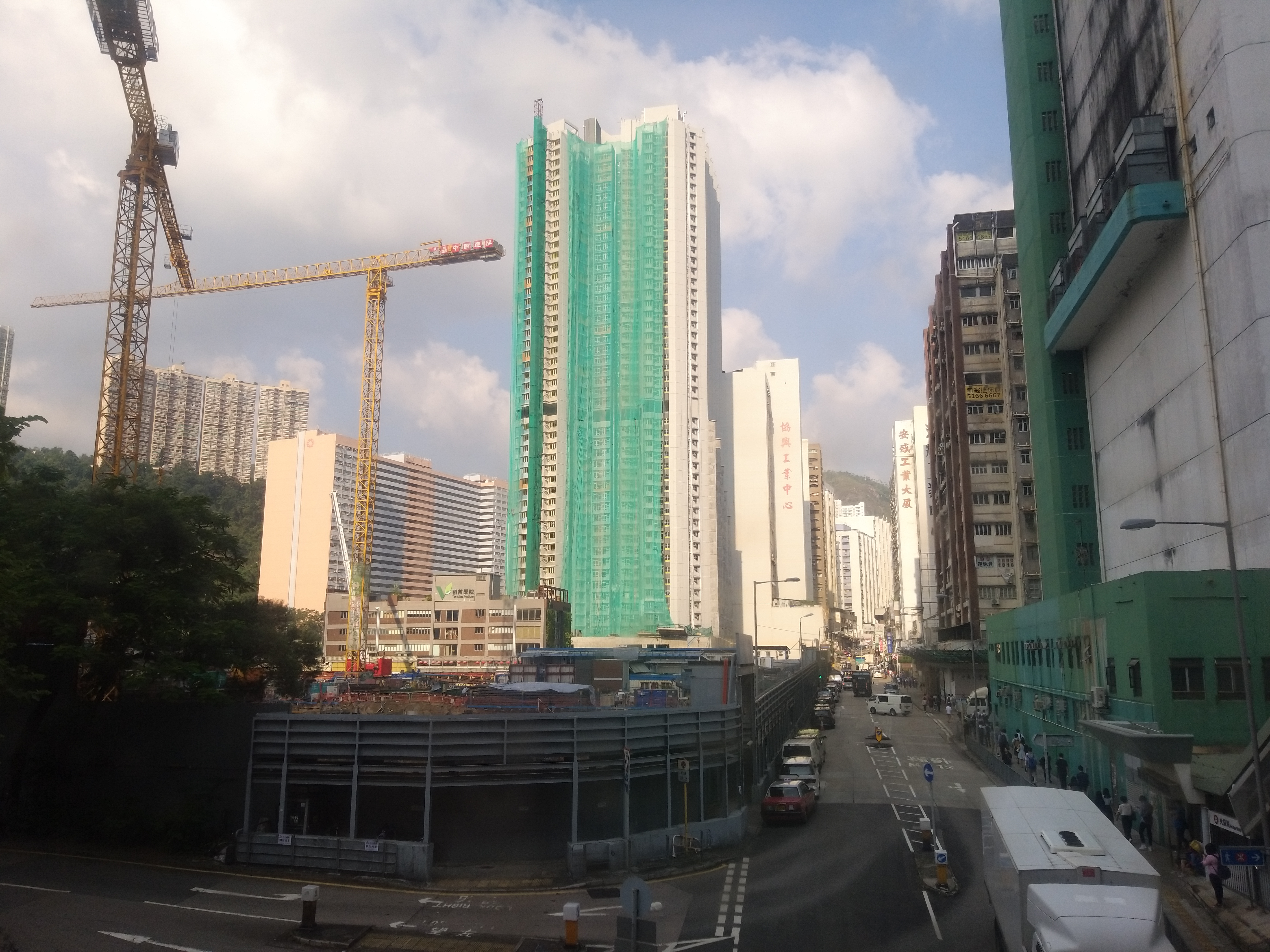
油漆工程已完成3分之1，2019年10月
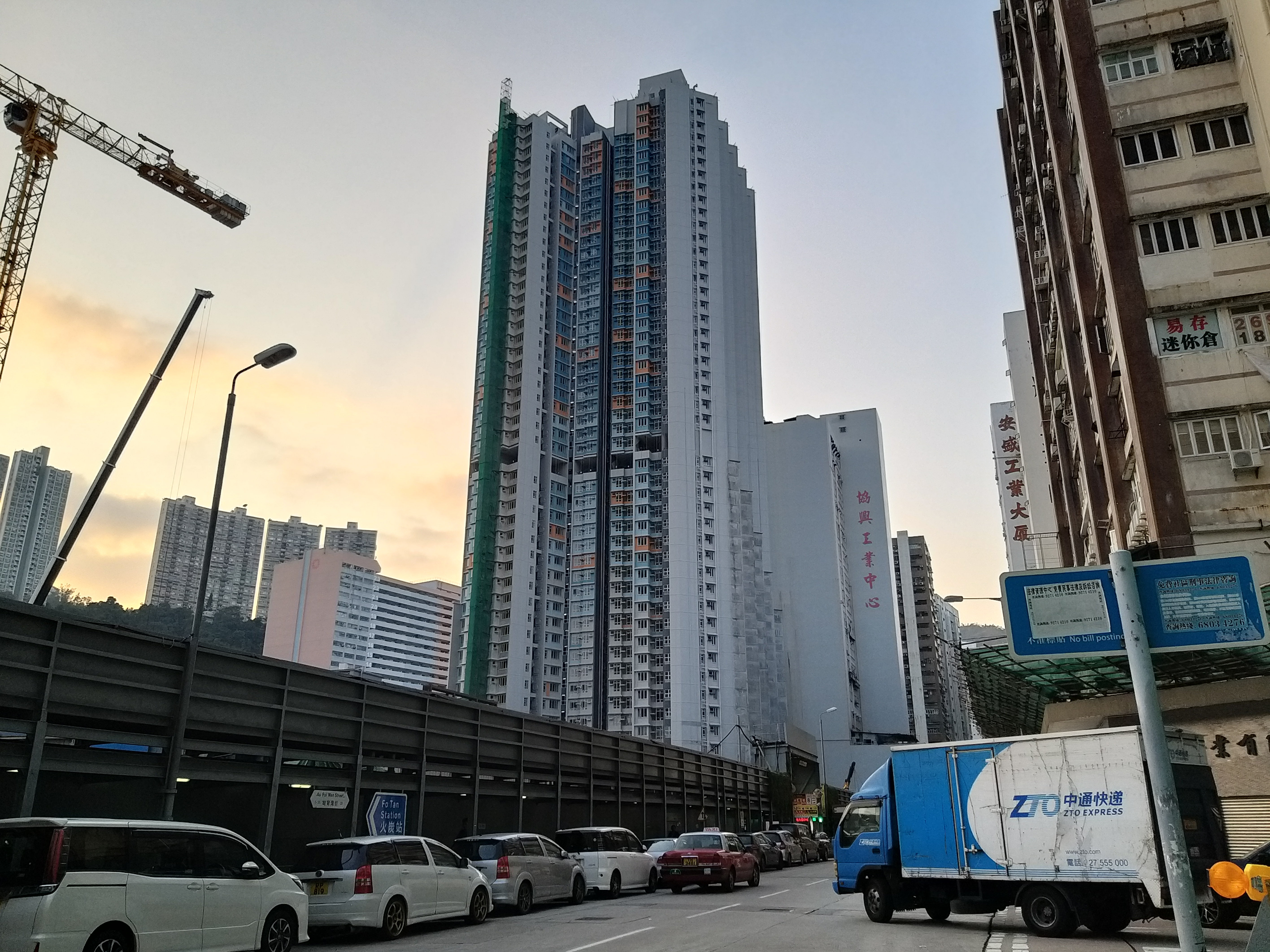
完成大部份油漆工程，2019年11月
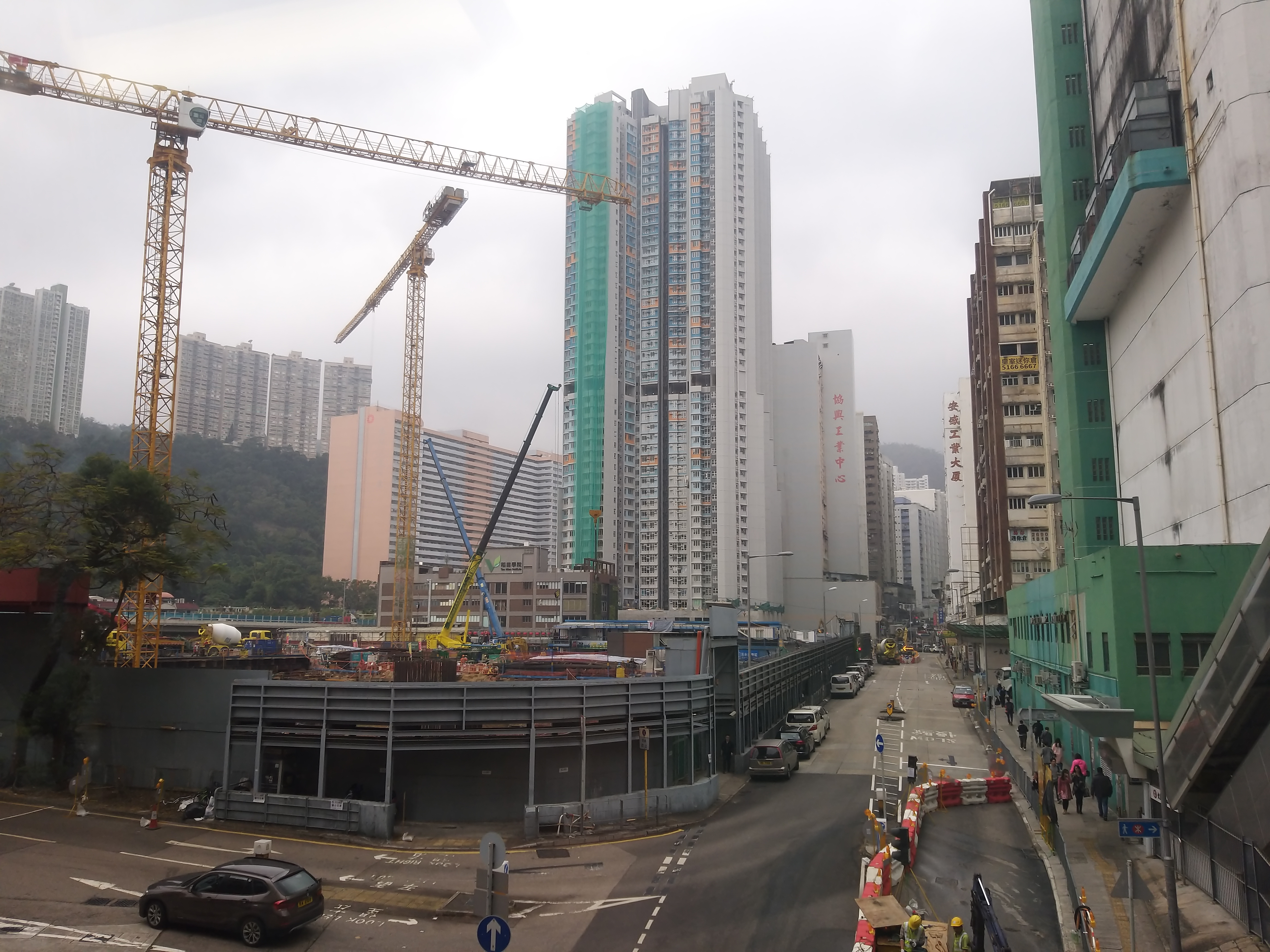
施工升降機已拆除，2019年12月

## 鄰近建築
- 星凱·堤岸
- 華潤沙田冷倉
- 御龍山
- 銀禧花園及銀禧薈
- 港鐵何東樓車廠

## 外部連結
- 房委會物業位置及資料 旭禾苑 （页面存档备份，存于）